# Órgão (anatomia)

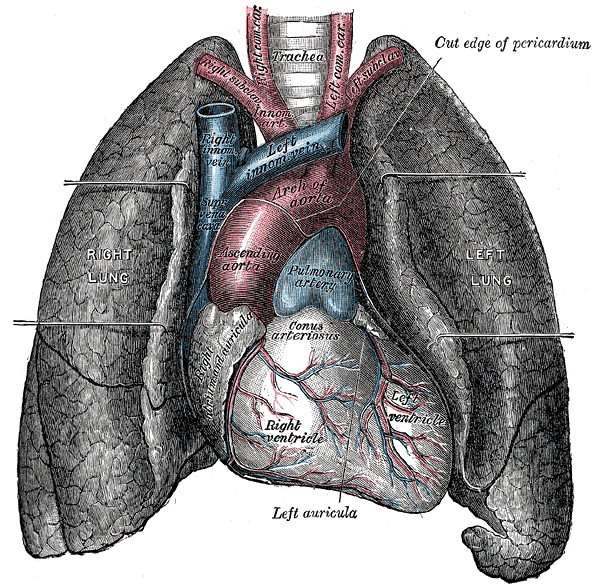
Órgãos internos humanos, segundo estudo de Henry Gray (1827-1861).

Em biologia, um órgão (do latim organum, "instrumento/ ferramenta", do grego όργανον (órganon), "órgão, instrumento, ferramenta") é um grupo de tecidos que desempenham  uma função específica ou grupo de funções. Usualmente existem tecidos "principais" e "esporádicos". O tecido principal é aquele que é único para um órgão específico. Por exemplo, o tecido principal no coração é o miocárdio, enquanto os esporádicos são os nervos, sangue, tecido conjuntivo, etc.
Em botânica e zoologia - principalmente na anatomia, um órgão é um conjunto de tecidos que evoluíram para executar determinada função vital. Alguns órgãos comuns aos vertebrados são o coração, o cérebro, o estômago, etc. Nas plantas "superiores", os órgãos principais são a raiz, o caule, as folhas, as flores e os frutos.
Um conjunto de órgãos com funções relacionadas chama-se um sistema. Por exemplo, o sistema respiratório dos animais ou o sistema radicular das plantas vasculares.

## Órgãos dos animais
Os órgãos dos animais incluem o coração, pulmão, cérebro, olhos, estômago, baço, ossos, pâncreas, rim, fígado, intestinos, pele (o maior órgão), bexiga, e os órgãos sexuais. Os órgãos internos coletivamente são às vezes chamados de "vísceras".

## Órgãos das plantas
Os órgãos das plantas podem se dividir em vegetativo e reprodutivo. Os órgãos vegetativos das plantas são raiz, caule e folha, enquanto os reprodutivos são a flor, semente e fruta.
Os órgãos vegetativos são essenciais para manter a vida de uma planta (eles formam as funções vitais, como a fotossíntese), enquanto os reprodutivos são essenciais na reprodução. Mas, se existe reprodução vegetativa assexual, os órgãos vegetativos são aqueles que criam a nova geração de plantas.

## Sistemas orgânicos
Um grupo de órgãos relacionados compõe um sistema orgânico. Órgãos possuindo um sistema podem ser relacionados em inúmeras formas, mas funções relacionadas são na maioria comumente usadas. Por exemplo o sistema urinário compreende órgãos que trabalham juntos para produzir, guardar e transportar a urina.
As funções dos sistemas orgânicos muitas vezes compartilham significantes justaposições. Por exemplo, os sistemas nervoso e endócrino operam através de uma partilha de ambos os órgãos, o hipotálamo. Por esta razão, os dois sistemas são combinados e estudados como o sistema neuroendócrino. O mesmo é verdade para o sistema musculoesquelético, que envolve a relação entre o sistema muscular e o sistema esquelético.

### Lista de sistemas de órgãos humanos

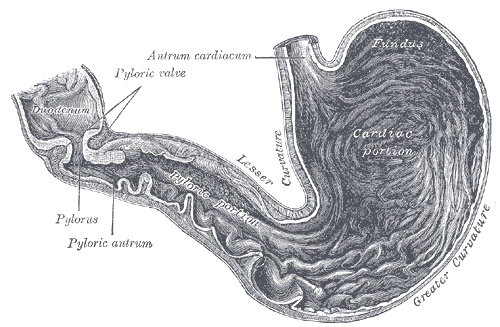
O estômago é um exemplo de órgão.

São considerados tipicamente como sistemas orgânicos do corpo humano:
- Sistema digestivo - Absorção de nutrientes e descarte do excesso.
- Sistema esquelético - Suporte e movimento, produção de linfócitos
- Sistema muscular - Suporte e movimento, produção de calor
- Sistema nervoso - Integração e coordenação através de sinais eletroquímicos
- Sistema endócrino - Integração e coordenação através de hormônios
- Sistema respiratório - Eliminação de CO2 e absorção de O2
- Sistema circulatório - O transporte de materiais necessários para as células e a retirada de excessos das mesmas.
- Sistema reprodutor - Perpetuação da espécie.
- Sistema tegumentar - Cobertura do corpo
- Sistema linfático - Regula fluidos e imunidade
- Sistema urinário - Excreção de excesso de nitrogênio, e manutenção da homeostase dos eletrólitos